# Leptoiulus riparius
Leptoiulus riparius är en mångfotingart som först beskrevs av Karl Wilhelm Verhoeff 1894.  Leptoiulus riparius ingår i släktet Leptoiulus och familjen kejsardubbelfotingar. Utöver nominatformen finns också underarten L. r. baldensis.